# Thebeksan Catena
La Thebeksan Catena è una struttura geologica della superficie di Rea.